# Richard Ward (acteur)
Pour les articles homonymes, voir Richard Ward et Ward.
Richard Ward est un acteur américain né le 15 mars 1915 à Glenside, Pennsylvanie (États-Unis), mort le 1er juillet 1979 à Coxsackie (New York).

## Décès
Il meurt d'une crise cardiaque le 1er juillet 1979 à 64 ans.
Richard Ward est mort seulement quelques mois après le dernier épisode de la série Starsky et Hutch, diffusé sur la chaine ABC, en mai 1979. Il n’avait joué le rôle du capitaine Dobey que dans le pilote de 1975 puis a fait une apparition dans l’épisode 17 de la dernière saison.

## Filmographie
- 1964 : The Cool World : Street Speaker
- 1964 : Black Like Me : Burt Wilson
- 1964 : Vivre comme un homme (Nothing But a Man) : Mill Hands
- 1969 : Les Sentiers de la violence (The Learning Tree) : Booker Savage
- 1971 : Brother John : Frank
- 1972 : Meurtres dans la 110e rue (Across 110th Street) : Doc Johnson
- 1973 : Flics et voyous (Cops and Robbers) : Paul Jones
- 1974 : The Sty of the Blind Pig (TV) : Blind Jordan
- 1974 : Ma femme est dingue (For Pete's Sake) : Bernie
- 1975 : Mandingo : Agamemnon
- 1975 : Starsky et Hutch : Capitaine Harold Dobey (Pilote)
- 1975 : Beacon Hill (série TV) : William Piper (unknown episodes)
- 1976 : The Death Collector : Gunsmith
- 1977 : Freeman (TV) : Ned
- 1977 : Contract on Cherry Street (TV) : Jack Kittens, Police informant who works for Waldman
- 1979 : Un vrai schnock (The Jerk) : Father
- 1979 : Starsky et Hutch : Julius T. Washington (saison 4, épisode 17)
- 1980 : Brubaker : Abraham Cook